# Rhinella lescurei
Rhinella lescurei är en groddjursart som beskrevs av Fouquet, Gaucher, Blanc och Claudia M. Vélez-Rodriguez 2007. Rhinella lescurei ingår i släktet Rhinella och familjen paddor. IUCN kategoriserar arten globalt som otillräckligt studerad. Inga underarter finns listade i Catalogue of Life.